# القشعة (السياني)

تعديل مصدري - تعديل

القشعة محلة تابعة لقرية وادي وش، التابعة لعزلة العربيين بمديرية السياني إحدى مديريات محافظة إب في الجمهورية اليمنية.، بلغ تعداد سكانها 203 حسب تعداد اليمن لعام 2004.